# Keloran
Keloran is een bestuurslaag in het regentschap Wonogiri van de provincie Midden-Java, Indonesië. Keloran telt 1903 inwoners (volkstelling 2010).